# Roger Casement
Roger Casement, né le 1er septembre 1864 et mort le 3 août 1916, est un diplomate britannique de profession et un poète, un nationaliste et un révolutionnaire irlandais.
Il est connu pour son engagement contre les abus du système colonial dans l'État indépendant du Congo et dans le Putumayo (région de production du caoutchouc, contestée entre le Pérou et la Colombie) ainsi que pour son engagement révolutionnaire en Irlande.

## Jeunesse et séjours en Afrique
Roger Casement est né en Irlande à Sandycove, dans la grande banlieue sud de Dublin, d'un père protestant et d'une mère catholique. Orphelin dès l'âge de dix ans, il est élevé par des cousins en Ulster.
Roger Casement vient en Afrique pour la première fois en 1883, à l’âge de 19 ans, en tant que diplomate. En 1884, il se lie avec le jeune Herbert Ward, pour lequel il éprouve une amitié indéfectible[réf. nécessaire].
En 1890, alors qu'il était consul à Matadi, il a une longue conversation avec Joseph Conrad lors de son arrivée dans l'État Indépendant du Congo et le met au courant des atrocités dont il a eu témoignage, aidant ainsi l'écrivain à recueillir les matériaux du roman Au cœur des ténèbres. Il restera en contact avec lui et le rencontrera à plusieurs reprises. Lors d'un séjour qu'il fait chez les Conrad en 1905, l'épouse de ce dernier le décrit comme « un protestant irlandais fanatique [...] très élégant, avec une épaisse barbe noire, des yeux perçants et toujours mobiles, [dont] la personnalité m'a vivement impressionnée ». Les deux amis se détourneront cependant de lui lors de la Première Guerre mondiale, lorsque Roger Casement est emprisonné pour avoir sollicité l'intervention de l'Allemagne dans la cause de l'indépendance de l'Irlande.
En 1892, Roger Casement quitte le Congo pour rejoindre l’administration coloniale britannique au Nigeria. En 1895, il est nommé consul à Lourenço Marques (l’actuel Maputo). Il est ensuite nommé successivement consul britannique au Mozambique et en Angola en 1898, avant d'être désigné consul en août 1900 dans l'État indépendant du Congo, après érection de celui-ci en juridiction autonome séparée de Luanda. L'État indépendant du Congo est alors propriété de Léopold II.

## Le Rapport Casement

### Histoire du Rapport
Cela fait plusieurs années que le Foreign Office, à Londres — à la suite des témoignages du vice-consul Edward Bannister à Boma en 1894, puis aux rapports de William Pickersgill et d'Arthur Nightingale en 1895 et 1897 — souhaite avoir des preuves des exactions commises sur les territoires de l'É.i.C. contre des « travailleurs » venus des colonies britanniques de l'Afrique occidentale.
Le 30 avril 1900, Roger Casement écrit déjà au Foreign Office : « La racine du mal se trouve dans le fait que le gouvernement du Congo est avant tout un trust commercial, que tout le reste y est subordonné à la volupté du gain… » Le 28 juin 1901, Roger Casement envoie au Foreign Office une lettre rapportant les circonstances de l'affaire Cyrus Smith, souligné de ce commentaire : « Le Souverain tenait la Société anversoise dans le creux de sa main… et c'est impossible qu'il soit ignorant des méthodes employées par elle. Léopold II me dit lui-même à Bruxelles qu'il était « le maître du Congo » ».
Le 22 mai 1903, le consul Roger Casement demande l'autorisation au Foreign Office de quitter son poste à Boma et de gagner le Haut-Congo. Son enquête commence. Il rejoint Matadi, puis Léopoldville par le train (5 juin), où il se documente notamment auprès du missionnaire Thomas Morgan de la Congo Balolo Mission. Puis le 2 juillet il quitte le Stanley Pool en bateau à destination de Tshumbiri, où il rencontre le missionnaire Arthur Billington et sa femme. Des 5 000 habitants qu'il avait lui-même vus en 1887, dit-il, il n'en compte plus que 500. Le 10 juillet il gagne Bolobo pour un séjour de douze jours, où des 40 000 habitants qu'il affirme avoir recensés (sans dire comment), il n'en reste plus que 7 à 8 000 habitants. Il remonte par le fleuve jusqu'à Mpoko où vivent les Basengele. Il note deux faits nouveaux : « l'abattage au fusil d'Africains par un fonctionnaire blanc en personne, et l'apport de parties sexuelles masculines en tant que preuves de l'usage exclusif de cartouches contre des hommes ». Il poursuit sa route sur le fleuve jusqu'à Lukolela (25 juillet), où le missionnaire John Whitehead lui remet copie des lettres envoyées au gouverneur-général, puis navigue jusqu'au lac Tumba, où il gagne la mission de Joseph Clark à Ikoko. Il y reste 17 jours, visite Bikoro, Montaka, d'autres villages jusqu'à la mission américaine de Bolenge, situé plus haut sur le fleuve, et consigne toutes les informations qu'il peut récolter sur les exactions et les meurtres commis au nom de l'É.i.C., notamment ceux perpétrés dans la région par Léon Fiévez au cours de la période 1893-1898.
Le 14 novembre 1903, alors que Léopold II tente de rallier le royaume d'Italie à sa cause afin de désavouer moralement l'Angleterre qui a pris la tête de la contestation internationale contre l'É.i.C., le docteur italien Hector Villa, qui séjourne au Congo depuis plus de 10 ans, écrit dans un rapport à Rome « que les idées de son collègue Casement sur l'É.i.C. étaient exactes et irréfutables et qu'il ne fallait plus envoyer des militaires italiens au Congo ».
Le 28 décembre 1903, Roger Casement remet au Foreign Office son rapport dans lequel il dénonce les atrocités systématiques commises par les agents du roi, non seulement sur les sujets britanniques, comme il le lui était demandé, mais également sur l'ensemble de la population congolaise, hommes, femmes, enfants, vieillards. Le rapport est imprimé et diffusé dans la série des Confidential Prints (usage interne). Ce rapport donne ensuite lieu à une note qui est envoyée officiellement le 11 et 12 février 1904 à l'administration de l'État du Congo et aux puissances signataires de l'Acte de Berlin. À la suite de ce rapport et des preuves qu'il apporte, Léopold II est contraint d'accepter la nomination d'une Commission d'Enquête sur les exactions.
Les conclusions de la Commission d'Enquête étant sans équivoque, le gouvernement de la colonie doit être transféré d'urgence à l'État belge afin que celui-ci puisse réformer la situation au Congo en y installant son autorité à la place du pouvoir léopoldien. En même temps, en Angleterre, le rapport Casement contribue à la formation, en mars 1904, de la Congo Reform Association.

« Le rapport du consul Roger Casement est un document remarquable et exceptionnel dans le monde diplomatique, et par sa qualité et par son retentissement. (…) À long terme, ce document a mené au traité de cession de l'État indépendant du Congo. »

### Contenu du Rapport Casement

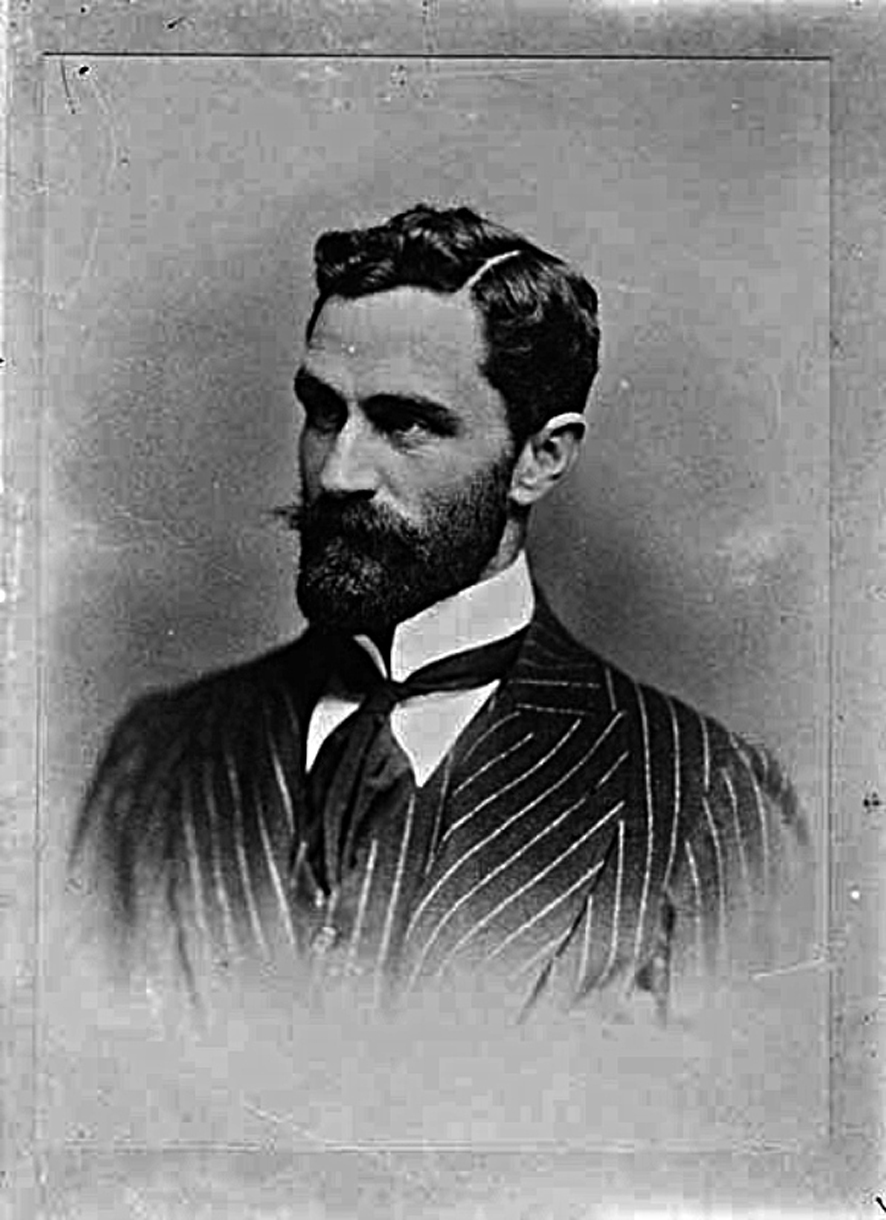
Roger Casement à la fin de sa vie.

Le texte, très dense, comporte 56 pages-folio. Il est établi à partir de circulaires non publiées du Gouverneur général, de quelques pièces de justice, de témoignages de missionnaires protestants, de leurs journaux, de copies de certaines de leurs lettres, et de témoignages « d'indigènes », d'agents de l'État et d'employés de l'Anglo-Belgian India Rubber Company (ABIR). Dans son édition originale, le Foreign Office a non seulement supprimé tous les noms propres, mais également tous les noms de lieux et les dates, décision à laquelle Casement tenta vainement de s'opposer. Le Centre d'Histoire de l'Afrique de l'Université catholique de Louvain a cependant publié l'intégralité du document original, sans ses suppressions, dans le no 6 de ses Enquêtes et documents d'Histoire africaine, en 1985. On le trouve brièvement résumé dans le livre à charge de Conan Doyle, Le Crime du Congo belge, édité chez « Les Nuits Rouges » (2005).
Le récit de Casement donne un « exposé systématique et sans passion du système léopoldien ».
Le titre exact de ce texte diplomatique est : « Rapport de M. Casement, consul de sa Majesté britannique à Boma, au Marquis de Lansdowne, sur son voyage dans le Haut-Congo ». Après une introduction, le texte s'organise dans l'ordre du voyage, lieu par lieu : Léopoldville, Chumbiri, Bolobo, Lukolela, Irebu, Lac Mantumba, Coquilhatville, Wangata, Walla, rivière Lulongo, Bolongo, Iffomi, Bongandanga, et Ikanza Na Bosunguma. Il est suivi de huit annexes.
Annexe 1 : « Circulaire du 7 septembre 1903 défendant que les soldats armés partent en service sans être commandés par les Européens ».
Annexe 2 : « Note sur des tribus de réfugiés du district du lac Léopold II que M. Casement a rencontrés près de Bolobo en juillet 1903 ».
Annexe 3 : « Mémorandum sur la condition des indigènes du district de Lukolela par le Rév. John Whitehead, résident depuis plusieurs années et qui parle la langue indigène couramment ».
Annexe 4 : « Note sur le cas de Mola Ekulite, indigène de Mokili, dans le district de Mantumba, dont les deux mains ont été tranchées ou enlevées, et sur d'autres cas similaires de mutilation observés dans ce district ».
Annexe 5 : « Note sur l'introduction faite au sujet d'un homme accusé d'avoir coupé la main du garçon ».
Annexe 6 : « La déclaration relative à la situation des indigènes dans la région du lac Mantumba pendant la période des guerres à caoutchouc qui ont commencé en 1893 ».
Annexe 7 : « Circulaire du gouverneur général Wahis aux commissaires de district chef de zone ».
Annexe 8 : « Circulaire du 20 octobre 1900 ».

## Séjour en Amérique latine
Après la publication de son rapport, Roger Casement quitte Londres et retourne en Irlande pendant un an et demi (1904-1905). Il est fait compagnon de l'ordre de Saint-Michel et Saint-Georges pour son travail.
Durant les quatre années suivantes, il est envoyé par le Foreign Office comme consul au Brésil. D'abord à Santos, puis à Belém, enfin à Rio de Janeiro.
Dès 1907, Binjamín Saldaña Rocca, journaliste à Iquitos (Pérou), écrit des articles dans les journaux locaux (La Felpa et La Sanción), dénonçant les conditions inhumaines avec lesquelles sont traitées les populations indiennes asservies à la collecte du latex au Putumayo, par la Peruvian Amazon Company (en), (PAC), dirigée par Julio César Arana del Aquila (es).
En 1909, l'ingénieur américain Walter E. Hardenburg parcourt cette région. Horrifié par les maltraitances qu'il constate, il rassemble divers matériaux : photographies, coupures de presse et, à la faveur d'un voyage, fait paraître à Londres un édifiant article dans un magazine financier (Truth).
L'opinion publique se scandalise. L'impact est d'autant plus important que la PAC a son conseil d'administration en Angleterre et qu'au sein de celui-ci apparaissent de très respectables hommes d'affaires et diplomates anglais, tels que, :
- John Russel Gubbins, ami personnel du président du Pérou, Augusto Leguía,
- Herbert M. Read, ancien directeur de la London Bank of Mexico,
- Sir John Lister-Kaye, aristocrate très lié au roi Édouard VII.

De plus, la PAC maltraite également ses employés barbadiens, donc des sujets britanniques.
Toutes ces raisons amènent le gouvernement à intervenir. Il est décidé d'envoyer sur place une commission d'enquête à laquelle le Foreign Office demande à Roger Casement de participer.

### Iquitos
La PAC a son siège opérationnel à Iquitos où elle a la mainmise sur toutes les administrations. La ville est devenue un important centre commercial et de regroupement du caoutchouc recueilli au Putumayo avant d'être expédié par voie fluviale sur la côte ouest, et de là, dans le monde entier.
Roger Casement et la commission arrivent à Iquitos le 31 août 1910. Malgré l'hostilité ambiante vis-à-vis de ces investigations, ils interrogent plusieurs barbadiens.
Au total 196 Barbadiens ont été recrutés par la PAC dans les années 1904-1905. La plupart ont été répartis entre la douzaine de centres de collecte du caoutchouc que possède la PAC au Putumayo. Chacun de ces comptoirs est dirigé par un chef secondé d'un adjoint qui, tous, selon le rapport de Roger Casement, sont des criminels. Les Barbadiens sont des intermédiaires entre ces chefs et les Indiens. Ils sont chargés de la surveillance de ces derniers, de les contraindre à rapporter du caoutchouc de la forêt, de l'application des sanctions.
Roger Casement rencontre le père supérieur des augustins pour lequel le principal problème à Iquitos est celui des enfants des deux sexes achetés ici à vil prix comme domestique/esclave. Chaque notable en possède au moins un, plusieurs le plus souvent. Ils ne sont pas rémunérés, pas éduqués, travaillent jour et nuit, sont battus, abusés sexuellement. Ces enfants indiens proviennent des raids qu'organise la PAC au Putumayo pour se procurer de la main-d'œuvre. Ces raids consistent à encercler un village par des hommes armés. Hommes, femmes, enfants sont enchaînés et amenés prisonniers dans un comptoir. Ensuite, ils sont contraints d'aller collecter le latex dans la forêt. Les femmes sont gardées en otage au comptoir afin de s'assurer du retour des hommes. Les enfants sont vendus à Iquitos ou bien à Manaus (Brésil).

### Les comptoirs de laPeruvian Amazon Companyau Putumayo
Roger Casement et la commission quittent Iquitos le 14 septembre 1910 et après un voyage fluvial de 1 200 km, arrivent le 22 septembre à La Chorrera, le comptoir principal de la PAC au Putumayo. Là, comme dans les autres comptoirs qu'ils visiteront ensuite, ils continuent à interroger les sujets britanniques. Ils font également des constatations de visu telles que, présence de cicatrices de coups de fouet sur le dos et les fesses d'un grand nombre d'Indiens, présence dans chaque comptoir d'un engin de torture.
Six semaines plus tard, ils sont de retour à Iquitos. Ils ont pu visiter cinq autres comptoirs, qui sont les principaux de la PAC. Roger Casement quitte Iquitos le 6 décembre et arrive à Londres début janvier 1911 où il finalise son rapport.

### Le rapport Casement «British Bluebook[34]»
Le dossier est composé de deux rapports détaillés et de trente fiches d'interrogatoires de sujets britanniques.
Il ressort que les Indiens sont contraints, sans salaire, de travailler pour la PAC qui exerce un pouvoir absolu sur eux et cela en les maintenant dans un état proche de la famine. Ils font l'objet de sévères abus physiques : enchaînement, fouet, tortures, mutilations, assassinats (hommes, femmes, enfants), abus sexuels.
Roger Casement transmet ces documents au Foreign Office en plusieurs envois, entre fin janvier et mars 1911.
Le Foreign Office communique le rapport au gouvernement péruvien et demande une action rapide et énergique. Il en transmet également une copie au gouvernement des États-Unis.
La PAC s'engage à mettre en place les mesures nécessaires pour établir uns situation normale et dit avoir déjà commencé une série de réformes.
La procédure judiciaire s'enlise : le juge détaché par Lima à Iquitos pour traiter le dossier, le Dr Valcárcel, est limogé.
Fin 1911, le gouvernement britannique demande à Roger Casement de retourner sur place afin de s'assurer que les promesses de changement du traitement des Indiens sont effectives.
Au retour de cette ultime mission, Roger Casement adresse son rapport au Foreign Office le 5 février 1912.
Ce document rapporte que :
- sur 237 ordres d'arrestations émis par les autorités péruviennes, à la suite de sa mission de 1910, neuf sont effectifs ;
- le directeur de la PAC à Iquitos n'a pas été inquiété et vit libre à Iquitos. Les autorités locales sont toujours sous la coupe de la PAC ;
- Roger Casement ne retourne pas au Putumayo : le nouveau juge, le Dr Paredes (qui a remplacé le Dr Valcárcel), a été sur place du 15 mars au 15 juillet dernier (1911) avec un interprète afin de pouvoir interroger les Indiens. Il en résulte 3 000 pages de témoignages de cruautés et de massacres[40] ;
- Roger Casement estime à 30 000 le génocide perpétré par la PAC.

Julio César Arana (en) (1864-1952) ne fit l'objet d'aucune poursuite judiciaire. Après plusieurs années passées en Angleterre, il retourna au Pérou où il fit une brillante carrière politique.
Roger Casement continua, à titre privé, de se préoccuper du sort des Indiens du Putumayo en collaborant avec des organismes caritatifs et des missions catholiques.
En 1911, pour services rendus à la Couronne au Congo et en Amazonie, il est anobli par le roi George V.

## Au service de l'indépendance de l'Irlande
Il arrête là sa carrière diplomatique pour raisons de santé et s'installe en Irlande où il prend fait et cause pour les nationalistes.
Alors que débute la Première Guerre mondiale, à la suite de diverses tractations, il est invité à Berlin où il arrive en novembre 1914 en passant par des pays neutres. Le 1er novembre 1914, il transmet une lettre d'Heinrich von Bernstorff, ambassadeur allemand à Washington, au chancellier Theobald von Bethmann Hollweg;
Il considère alors que la guerre mondiale est une opportunité pour l'Irlande si elle veut obtenir son indépendance de l'Angleterre. Il essaye, en vain, de former une brigade irlandaise avec les prisonniers irlandais. Il échoue également dans sa tentative de convaincre le gouvernement allemand d'envoyer des troupes en Irlande. Il obtient juste la promesse d'une livraison d'armes, des fusils Mauser, aux indépendantistes irlandais de l'IRB et de l'ICA. Ces armes n'arriveront jamais entre les mains des nationalistes irlandais parce que l’Aud, le chalutier qui contenait 20 000 fusils pour l'insurrection programmée pour la semaine de Pâques, est intercepté (bien qu'il navigue sous le pavillon norvégien) par la Royal Navy et conduit à Queenstown où l'équipage (allemand) saborde le navire.
Après ces échecs répétés, Casement, qui est resté en Allemagne, tente d'entrer en rapport avec le chef indépendantiste irlandais Patrick Pearse et ses compagnons pour les dissuader de déclencher l'insurrection qu'il estime insuffisamment préparée.

## Sa mort
En Grande-Bretagne, les manœuvres de Casement sont connues et il est considéré comme un traître. Il revient en toute hâte en Irlande à bord d'un sous-marin allemand qui le débarque dans la baie de Tralee le 20 avril 1916. Mais l'Angleterre, qui avait déchiffré le code des communications allemandes, était au courant de son arrivée et le fait immédiatement arrêter par une patrouille sur le littoral avant même qu'il ait pu contacter les responsables de « l'insurrection prévue pour Pâques ». L'arrestation de Casement et le sabordage du transport d'armes allemandes, révélés à l'opinion publique, sèment le doute chez les Irlandais et alertent le Castle, château de Dublin où siège l'autorité britannique en Irlande.
Sentant les projets des rebelles compromis, Casement veut faire annuler l'insurrection et parvient encore à faire passer un message en ce sens confirmant celui qu'il avait envoyé à Patrick Pearse depuis l'Allemagne. Néanmoins les combats éclatent quand même et aboutissent à une capitulation des nationalistes irlandais à Dublin. C'est le début d'un mouvement qui débouchera sur l'indépendance de l'Irlande.

Accusé de haute trahison, de sabotage et d'espionnage contre la Couronne britannique, Sir Roger Casement est condamné à mort en juin. Le nationaliste John Quinn tente de recueillir des appuis pour son appel et écrit en ce sens à son ami Conrad, mais celui-ci, qui juge la cause irlandaise futile dans la perspective d'une victoire allemande, refuse de signer la pétition : 

« C'était un bon compagnon; mais déjà en Afrique je trouvais que c'était un homme littéralement sans esprit. Je ne veux pas dire qu'il était stupide, mais il était pure émotion. Par sa force émotionnelle (rapport sur le Congo, Putamayo...), il a fait son chemin, par pur tempérament -- une personnalité véritablement tragique: dont il avait tous les traits, excepté la grandeur. Rien que la vanité. Sauf que cela n'était pas encore visible au Congo. »

L'appel est rejeté et Casement est pendu dans la prison de Pentonville à Islington le 3 août 1916.
Lors de ce procès hautement médiatisé, l'accusation se heurta à la difficulté que le Treason Act de 1351, sur lequel elle s'appuyait, ne semblait s'appliquer qu'aux activités menées sur le sol anglais ou britannique, alors que les actes incriminés avaient été commis en Allemagne. Une lecture attentive du texte en permit une interprétation plus large. La cour décida que l'original anglo-normand devait être ponctué de sorte que l'expression « dans son royaume ou par ailleurs » s'applique à l'ensemble des actes considérés, et non simplement aux « ennemis » auxquels étaient prodigués « aide et confort »,. C'est pourquoi on dit de Roger Casement qu'il a été « pendu à une virgule » (« hanged on a comma »),.

### LesBlack Diaries
Avant son procès, le gouvernement britannique a diffusé des extraits des « Black Diaries  », journaux intimes saisis par Scotland Yard après son arrestation. De nombreuses liaisons homosexuelles y sont décrites, parfois de manière très détaillée, indiquant ainsi la taille et les dimensions de nombreux pénis de ses amants lors de ses voyages à travers le monde. Compte tenu des lois homophobes de l'époque, ce matériel a sapé la défense et les soutiens de Casement, et fut notamment utilisé pour décourager d'éventuels signataires des appels à la clémence qui suivirent sa condamnation, le gouvernement ayant fait circuler des copies d'extraits.
L'authenticité de ce journal a fait débat dès les années 1930.

## Hommages et postérité

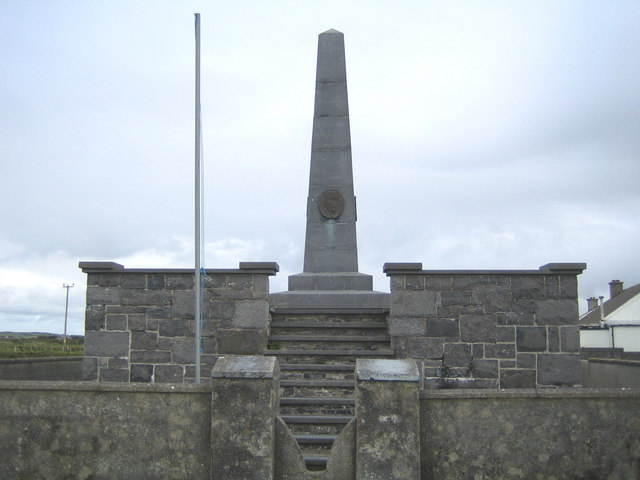
Monument en hommage à Casement en Irlande.

### En Irlande
En février 1965, à la demande du Gouvernement de Dublin, la dépouille de Casement a été exhumée du cimetière de la prison de Pentonville et transférée par avion, dans la capitale irlandaise. Le 1er mars 1965, sa patrie lui a fait des funérailles nationales. Trente mille personnes assistèrent à la cérémonie.
De nombreux lieux en Irlande portent le nom de Roger Casement, par exemple l'aérodrome Casement, le seul aéroport militaire en Irlande, ou le stade Casement Park.
Le 9 novembre 2021 la médaille diplomatique irlandaise flanquée pour la première fois du Roger Casement Award a été attribuée à Dublin.

### Dans la littérature
En 1903, dans une lettre à un ami, Joseph Conrad écrivait de lui : « Casement est un Irlandais protestant, pieux. Mais Pizarro aussi l'était. Néanmoins je peux vous assurer qu'il est une personnalité limpide. Il y a en lui un trait de conquistador, parce que je l'ai vu partir pour la jungle indescriptible, manipulant comme seule arme une canne, pourvue d'un manche courbé, suivi de deux bulldogs, Paddy et Biddy, et avec pour seul compagnon un garçon de Luanda portant un paquet… J'ai toujours cru qu'une petite partie de l'âme de Las Casas avait trouvé refuge dans son corps infatigable. »
En 2004, le poète et dramaturge Paol Keineg a consacré une pièce de théâtre, Terre lointaine, à la vie de Roger Casement.
L'écrivain péruvien et prix Nobel Mario Vargas Llosa a retracé la vie et les luttes de Roger Casement dans son livre Le Rêve du Celte (2010), qui constitue le troisième d'une trilogie que l'auteur a consacrée à la lutte contre trois types d'oppression : fascisme, machisme tribal et colonialisme.
En 2021, le journaliste et écrivain François Reynaert publie Roger, héros, traître et sodomite, un récit historique qui retrace le parcours romanesque de Roger Casement,.